# Пала, Искендер
Искендер Пала (родился в 1958 году в Турции) — профессор турецкой диванной (османской) поэзии и автор романов-бестселлеров. Он также вёл колонку в турецкой ежедневной газете «Zaman».
Искендер Пала окончил факультет литературы турецкого языка и литературы Стамбульского университета в 1979 году. В 1982 году он поступил в турецкий военно-морской флот лейтенантом и преподавал турецкую литературу в Военно-морских школах и Университете Богазичи. В 1987 году он основал архив турецкого военно-морского музея. Он руководил классификацией и реставрацией многих исторических документов, датированных временами Османской империи. Он опубликовал Энциклопедический словарь Диванской (Османской) поэзии и получил премию Союза писателей Турции в 1989 году. Искендер был уволен из Военно-Морского Флота без каких-либо оснований во время событий, ставших впоследствии известными как «постмодернистский переворот». Позже он написал книгу о своей жизни на флоте и увольнении, названную «Между двумя переворотами», имея в виду военный переворот 1980 года и военный меморандум 1997 года в Турции. Он сказал, что причиной его увольнения было то, что он практиковал ислам в своей личной жизни.

## Ранняя жизнь и образование
Искендер Пала родился в турецком городе Ушак 8 июня 1958 года. Он учился в начальной школе Джумхуриет в Ушаке и средней школе Кютахья в Кютахье. Летом он работал строителем, чтобы заработать деньги на своё образование. В 1975 году он был принят на факультет литературы турецкого языка и литературы Стамбульского университета и окончил его в 1979 году.

## Карьера
После окончания университета Искендер работал в семинарской библиотеке кафедры клерком и ждал вакансии на должность ассистента преподавателя. Это было как раз перед турецким государственным переворотом 1980 года. Идеологические разногласия и нераскрытые убийства были на пике. Он женился после переворота. Однако его жалованья клерка и преподавательской работы на полставки в средней школе было недостаточно, чтобы прокормиться. Он подал в газету объявление Военно-Морского Флота о найме преподавателя литературы в качестве офицера. В декабре 1980 года он поступил на экзамен и собеседование. В ожидании результатов он выиграл экзамен на должность ассистента преподавателя в университете весной 1981 года. Однако процесс найма был прерван, а результаты экзамена аннулированы. Пока он ждал новой даты экзамена, его приняли во флот. Он был в затруднительном положении и в конце концов решил не вступать в Военно-Морской Флот. В 1981 году университет не повторил отборочный экзамен, но Искендер оказался в сложном финансовом положении. К счастью, в 1981 году Военно-морской флот снова поместил в газете объявление о найме преподавателя литературы в качестве офицера. Он повторил этот процесс и поступил на флот 27 мая 1982 года в качестве прапорщика.
Его первым назначением было турецкое военно-морское училище в Стамбуле. В 1983 году он завершил свою диссертацию по классической турецкой литературе в профессиональной школе социальных наук Стамбульского университета. В результате его академического продвижения он был повышен до младшего лейтенанта в августе 1984 года.
В настоящее время он является преподавателем в Университете Ушак.

## Брак и семья
Искендер Пала женился на Ф. Хюля Пала 23 сентября 1980 года. Он сделал ей предложение в День Святого Валентина. У них есть две дочери: Хилье Бану (1982), Элиф Диласа (1986) и сын Альперен Ахмет (1992). В предисловии к каждому роману Искендер благодарит жену за то, что она стала его спутницей жизни, первым читателем и первым критиком. Хюля Пала сказала в интервью, что она не так романтична, как её муж, и её взгляды детерминистичны и жёстки. Она также процитировала стихотворение Аль-Фараби: «если мальчик не влюбится, девочка не достойна любви».

## Работы
- Efsane (Legend) — A «Barbaros» Novel (2013)
- OD (Flame) — A Yunus Novel (2011)
- Şah ve Sultan (Shah and Sultan) (2010)
- İki darbe Arasında — İlginç Zamanlarda (Between Two Coups — Interesting Times) (2010)
- Katre-i Matem (Grief Drop) (2010)
- Encyclopedic Dictionary of Divan (Ottoman) Poetry (1989)